# Lisa Ekdahl
Lisa Ekdahl é uma cantora, guitarrista e compositora sueca, nascida em 1971 na cidade de Estocolmo.
Fez uma série de álbuns, com canções em sueco e peças de jazz em inglês.

## Álbuns solo
- 1994, Lisa Ekdahl
- 1996, Med kroppen mot jorden
- 1997, Bortom det blå
- 2000, Sings Salvadore Poe
- 2002, Heaven Earth & Beyond
- 2003, En samling sånger
- 2004, Olyckssyster
- 2006, Pärlor av glas
- 2009, Give Me That Slow Knowing Smile

## Participações especiais
- 1995, When Did You Leave Heaven (com Peter Nordahl trio)
- 1998, Back to Earth (com Peter Nordahl trio)
- 2001, Kiss & Hug: From a happy boy (dueto com Lars H.U.G. na música Backwards)

## Prémios e distinções
- 1994 - Rockbjörnen (em português Urso do Rock) para a melhor artista do ano
- 1994 - Três Grammis para a melhor artista, para a melhor cantora de pop e rock e para o melhor álbum do ano.

## Em Portugal
Lisa Ekdahl já efectuou três concertos em Portugal
- 14 de Novembro de 2008 - Centro Cultural de Belém, Lisboa;
- 15 de Novembro de 2008 - Casa da Música,Porto,
- 16 de Novembro de 2008 - Cine Teatro Alcobaça.
- 30 de novembro de 2009 - Aula Magna da Universidade de Lisboa
- 28 de Março de 2010 - Teatro Micaelense, São Miguel, Açores[2]